# Ziegen
Die Ziegen (Capra) sind eine Gattung der Hornträger (Bovidae). Sie sind Wiederkäuer (Ruminantia) und Paarhufer (Artiodactyla). Ziegen sind vorwiegend in gebirgigen Regionen in Eurasien und Nordafrika sowie Nordamerika verbreitet. Zu dieser Gattung zählen unter anderem die Wild- sowie die daraus domestizierte Hausziege und die verschiedenen Arten der Steinböcke. Die wissenschaftliche Gattungsbezeichnung Capra ist lateinischen Ursprungs und steht für „Ziege“ oder „Geiß“.

## Merkmale

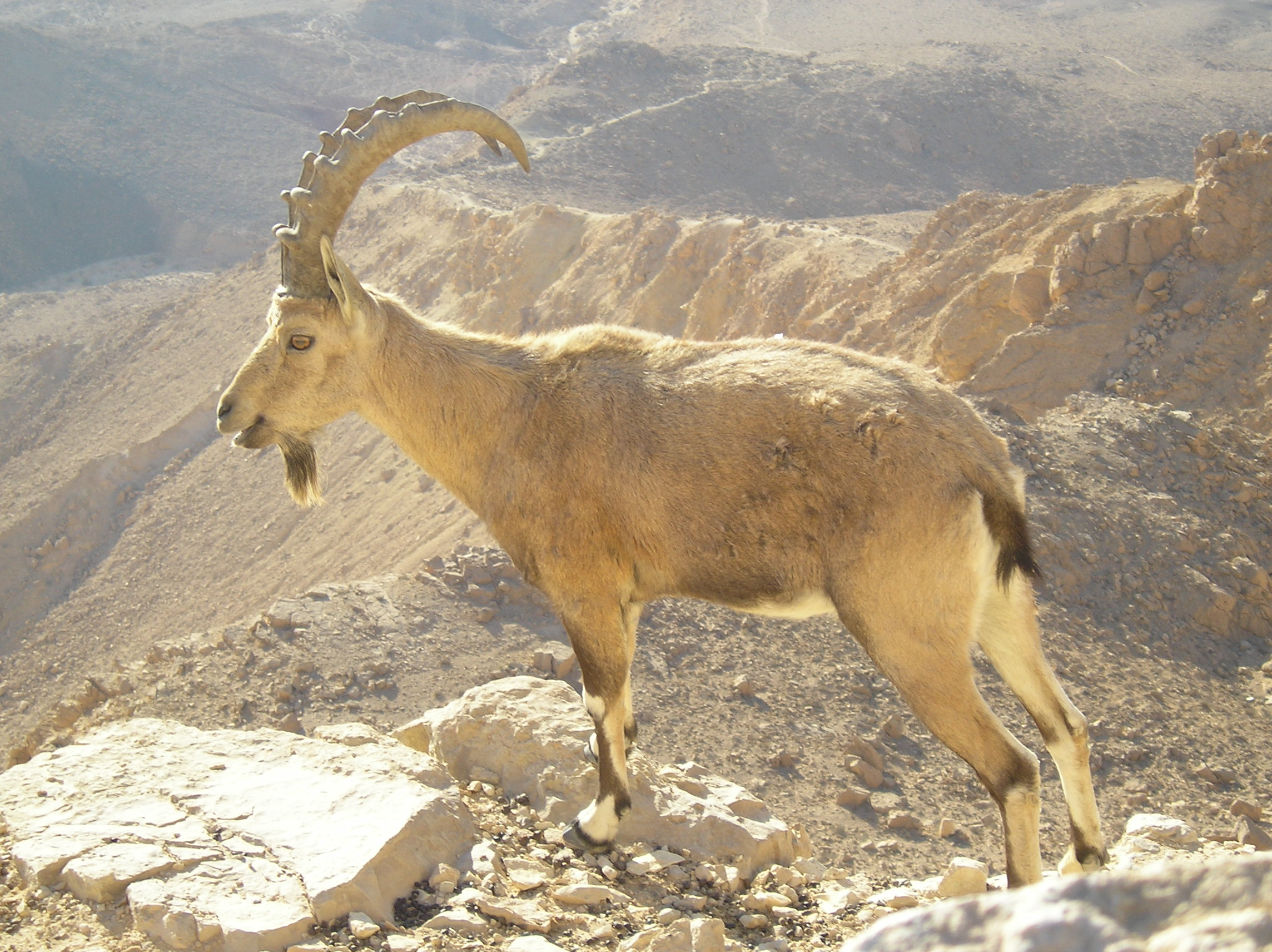
Nubischer Steinbock

Ziegen sind relativ robust gebaute Tiere mit kräftigen Gliedmaßen und breiten, an eine kletternde Fortbewegung angepassten Hufen. Sie erreichen eine Kopf-Rumpf-Länge von 1,0 bis 1,8 Metern, der Schwanz ist 10 bis 20 Zentimeter lang und die Schulterhöhe beträgt 65 bis 105 Zentimeter. Das Gewicht variiert zwischen 25 und 150 Kilogramm, wobei die Männchen deutlich schwerer werden als die Weibchen.
Das Fell ist in Braun- oder Grautönen gehalten, oft kommt es zu einem jahreszeitlichen Fellwechsel mit Veränderung der Felllänge und -färbung. Manchmal sind kontrastierende Bereiche auf den Gliedmaßen, am Rücken oder im Gesicht vorhanden; auffällig ist ein Bart, der bei den Männchen deutlich länger ist.
Beide Geschlechter tragen Hörner; diese weisen aber in Form und Länge einen deutlichen Geschlechtsdimorphismus auf. Die Hörner der Weibchen sind kurz, dünn und nur leicht gebogen; im Gegensatz dazu sind die der Männchen kräftig nach hinten gebogen oder spiralig eingedreht und können über einen Meter Länge erreichen.

## Verbreitung und Lebensraum

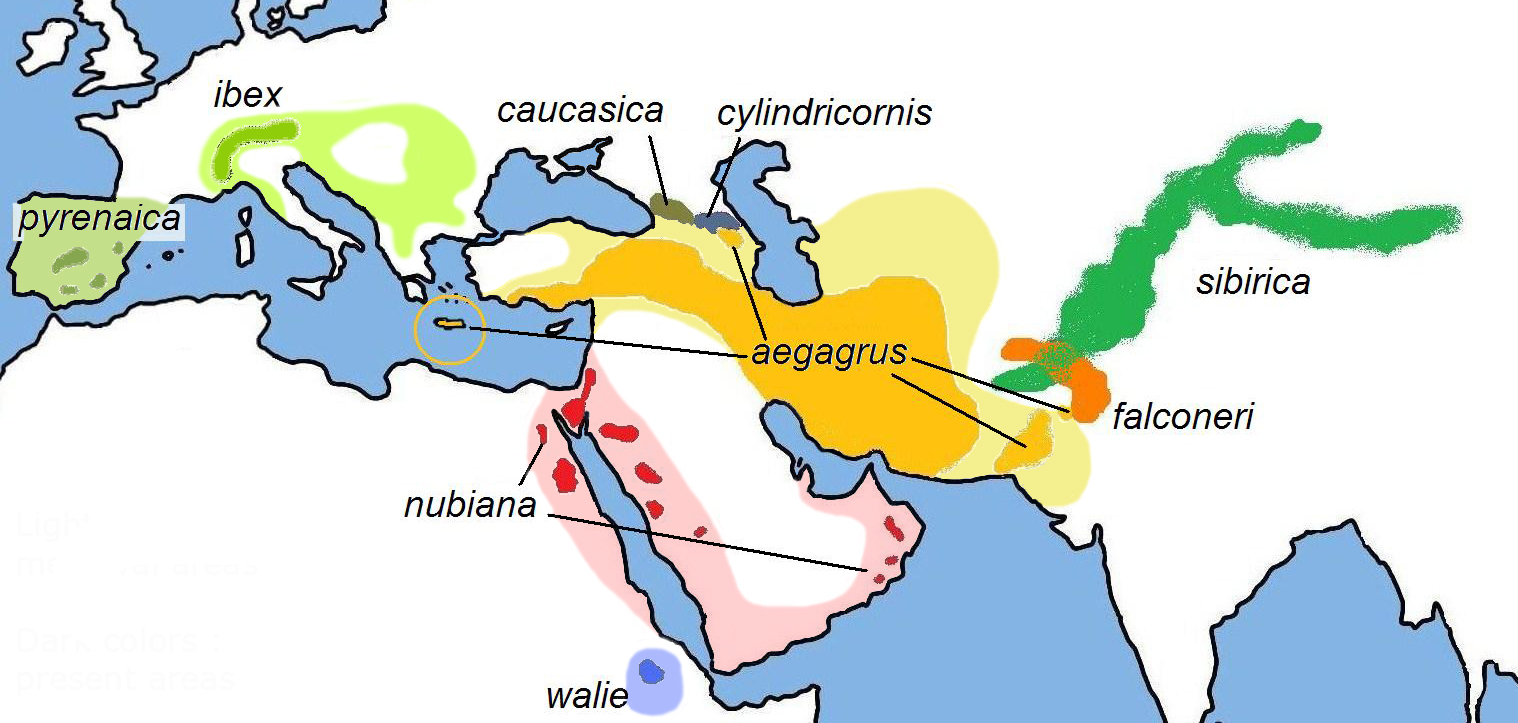
Verbreitungsgebiet der verschiedenen Ziegenarten in Mitteleuropa, Spanien, dem Nahem Osten und Mittelasien

Ziegen waren ursprünglich in Mittel- und Südeuropa, in weiten Teilen Vorder- und Zentralasiens sowie im nördlichen Afrika beheimatet. Durch Bejagung und Lebensraumverlust sind sie in Teilen ihres ursprünglichen Verbreitungsgebietes ausgestorben. Im Gegensatz dazu wurde die Hausziege im Gefolge des Menschen weltweit angesiedelt und in vielen Ländern gibt es heute verwilderte Hausziegenpopulationen. Lebensraum der Ziegen sind vorwiegend gebirgige Regionen – sie kommen in Asien in Gebieten über 6000 Metern vor, aber auch in Steppen und Wüstengebieten.

## Lebensweise
Ziegen sind oft dämmerungsaktiv und gehen am frühen Morgen oder späten Nachmittag auf Nahrungssuche; in kühleren Regionen oder Jahreszeiten führen sie eher eine tagaktive Lebensweise. Die Weibchen leben mit ihrem Nachwuchs oft in Gruppen, die Männchen leben während des größten Teils des Jahres einzelgängerisch oder bilden Junggesellengruppen. Zur Paarungszeit schließen sich die Böcke den Weibchengruppen an und versuchen, durch teils heftige Kämpfe untereinander das Paarungsvorrecht zu erringen.
Alle Ziegen sind Pflanzenfresser, die vorwiegend Gräser und Kräuter zu sich nehmen, aber auch an Büschen knabbern.

## Systematik

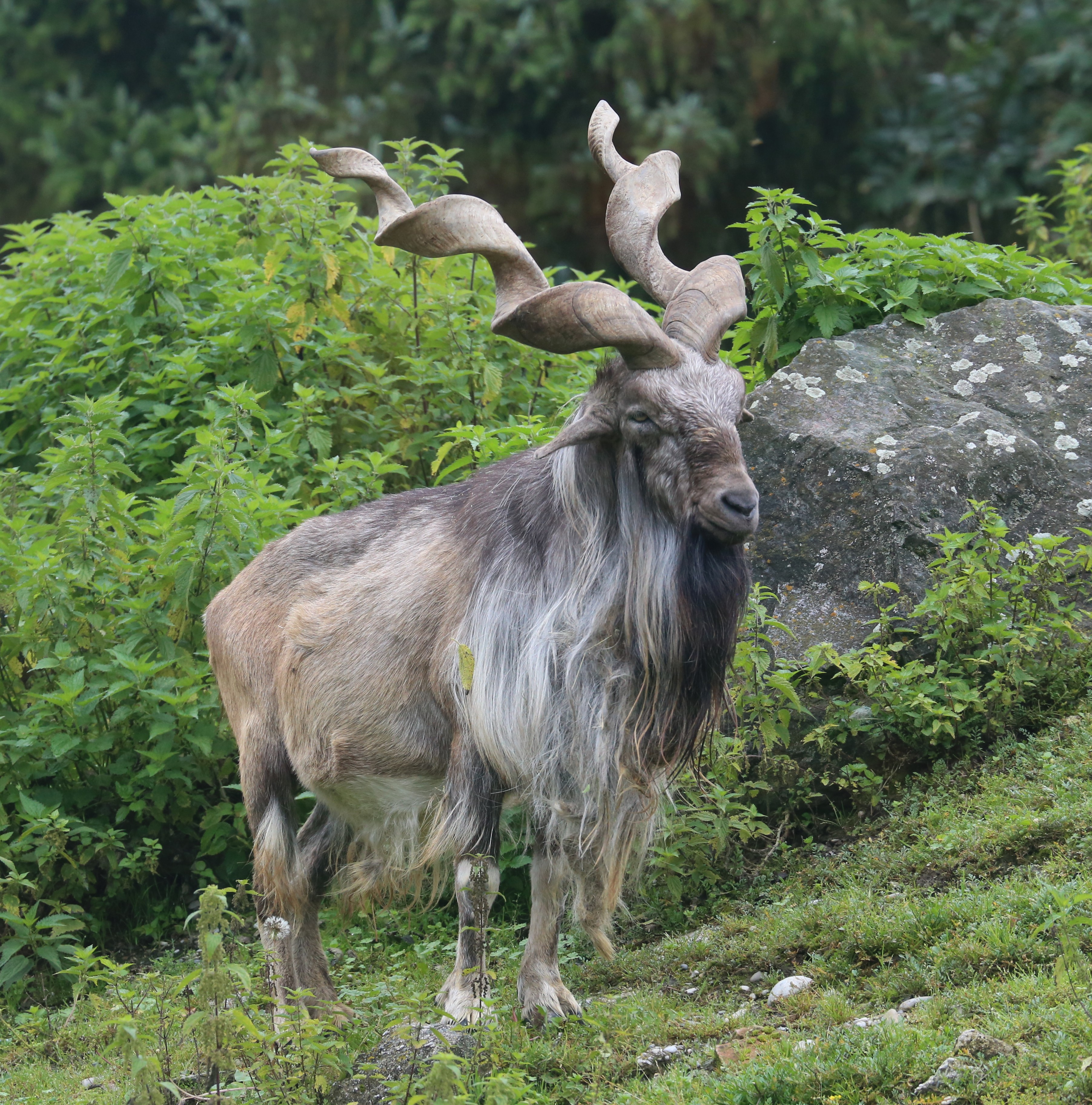
Schraubenziege (Capra falconeri)

Die Ziegen werden innerhalb der Hornträger (Bovidae) zu den Ziegenartigen (Caprinae) gezählt, die unter anderem auch die Schafe und Gämsen umfassen. Entgegen früheren Vermutungen sind sie aber nicht sehr nahe mit den Schafen verwandt, von denen sie sich durch den typischen Bart und die konvexe Kopfform unterscheiden.
Die innere Systematik ist umstritten, was einerseits an Differenzen über den Artstatus von Wild- und Hausziege, andererseits an Meinungsverschiedenheiten über die verschiedene Artenzahl bei den Steinböcken liegt. Meist unterscheidet man folgende neun Arten:
- Wildziege oder Bezoarziege (Capra aegagrus Erxleben, 1777); aus dieser Art wurde die Hausziege domestiziert
- Westkaukasischer Steinbock oder Kuban-Tur (Capra caucasica Güldenstedt & Pallas, 1783)
- Ostkaukasischer Steinbock oder Dagestan-Tur (Capra cylindricornis (Blyth, 1841))
- Schraubenziege oder Markhor (Capra falconeri (Wagner, 1839))
- Alpensteinbock (Capra ibex Linnaeus, 1758)
- Nubischer Steinbock oder Syrischer Steinbock (Capra nubiana F. Cuvier, 1825)
- Iberiensteinbock (Capra pyrenaica Schinz, 1838)
- Sibirischer Steinbock (Capra sibirica (Pallas, 1776))
- Äthiopischer Steinbock (Capra walie Rüppell, 1835)

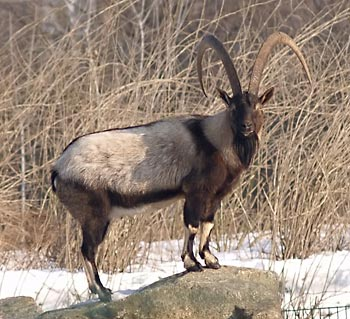
Die Bezoarziege ist die bekannteste Form der Wildziege

Die wilden Ziegenarten bilden eine enge Verwandtschaftsgruppe mit komplizierter interner Systematik. Äußerlich unterscheiden sich die verschiedenen Formen hauptsächlich durch die teilweise sehr großen Hörner der männlichen Tiere, während die Weibchen auch zwischen den Arten relativ ähnlich sind. Anhand der Hörner der Männchen glaubte man lange, verschiedene Arten oder Artengruppen unterscheiden zu können. Alpensteinbock, Sibirischer Steinbock und Nubischer Steinbock etwa sehen sehr ähnlich aus und galten als besonders nah verwandt. Rätselhaft blieb dabei die Tatsache, dass die Verbreitungsgebiete dieser drei Formen jeweils durch die von anderen Wildziegenarten getrennt sind. Genetische Untersuchungen deuten allerdings stark darauf hin, dass der Sibirische Steinbock und der Nubische Steinbock jeweils eigene Arten darstellen, wobei der Sibirische Steinbock an der Basis der Gattung Capra steht. Auch der Alpensteinbock scheint mit diesen beiden recht ähnlichen Formen ebenfalls nicht besonders nah verwandt zu sein. Er gleicht dagegen in genetischer Hinsicht sehr dem äußerlich recht verschiedenen Iberiensteinbock, der ihm geographisch auch am nächsten steht. Die äußerlichen Ähnlichkeiten zwischen Sibirischem Steinbock, Alpensteinbock und Nubischem Steinbock wären demnach kein Zeichen enger Verwandtschaft, sondern Plesiomorphien. Der Westkaukasische Steinbock wiederum scheint eng mit der Wildziege und weniger mit dem Ostkaukasischen Steinbock verwandt zu sein, während die teilweise festgestellte genetische Nähe (in einzelnen Exemplaren) zu Letzterem auf Hybridisierung beruhen dürfte. Die Schraubenziege, die sich äußerlich stark von allen anderen Ziegenarten unterscheidet, divergiert genetisch weit weniger von den übrigen Arten als ursprünglich angenommen und bildet keine eigene Seitengruppe.
Fast alle Wildziegenformen sind allopatrisch, das heißt ihre Verbreitungsgebiete überschneiden sich nicht. Lediglich die Verbreitungsgebiete von Bezoarziege und Ostkaukasischem Steinbock und die von Schraubenziege und Sibirischem Steinbock überschneiden sich teilweise. Dabei kommt es nicht zur Bildung von Hybriden oder Übergangsformen. In Gefangenschaft bringen alle Ziegenarten untereinander fruchtbare Nachkommen hervor.
Fossile Ziegen sind nur aus dem unteren Pliozän Eurasiens bekannt. Funde der Gattung Capra beschränken sich auf Gebiete, die im Umkreis des heutigen Vorkommengebietes liegen, in Europa war sie bis auf die britischen Inseln verbreitet. Diese Ziegen gehören entweder zu den heutigen oder zu ausgestorbenen Arten, von denen die bekannteste Capra priscus ist. Diese Art ist sehr nah mit der Bezoarziege verwandt und möglicherweise sogar mit dieser identisch.
Trotz ihres Namens nicht zu den Ziegen gerechnet werden die Schneeziege und die ausgestorbene Höhlenziege.

## Menschen und Ziegen

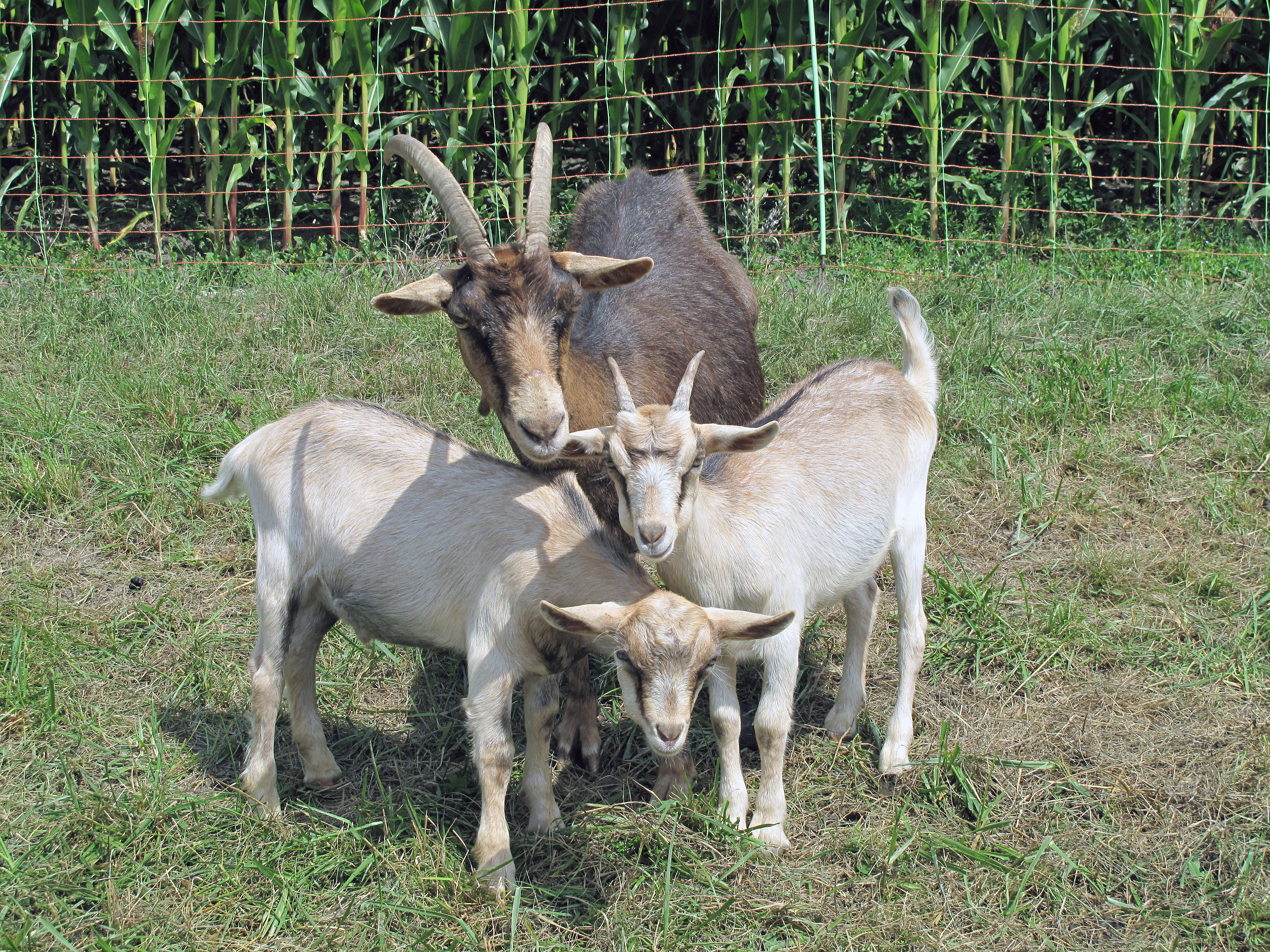
Hausziegen (Capra aegagrus hircus)

Vor mindestens 10000 Jahren begann die Domestikation der Hausziege im nördlichen Iran, die somit neben den Schafen zu den ältesten domestizierten Wildtieren zählt. Genutzt wurden neben dem Fleisch und der Milch auch das Ziegenhaar und das Leder, aus dem Wasser- und Weinbeutel sowie regional auch Pergament hergestellt wurden.
Die meisten wildlebenden Ziegenarten sind durch Bejagung und Wilderei sowie der Verminderung ihres Lebensraumes und der Konkurrenz durch Haustiere bedroht. Der Äthiopische Steinbock ist laut IUCN vom Aussterben bedroht; auch die meisten anderen Arten gelten als gefährdet, einzelne Populationen und Unterarten wie der Pyrenäensteinbock sind bereits ausgestorben.